# Championnat de Chine de voitures de tourisme

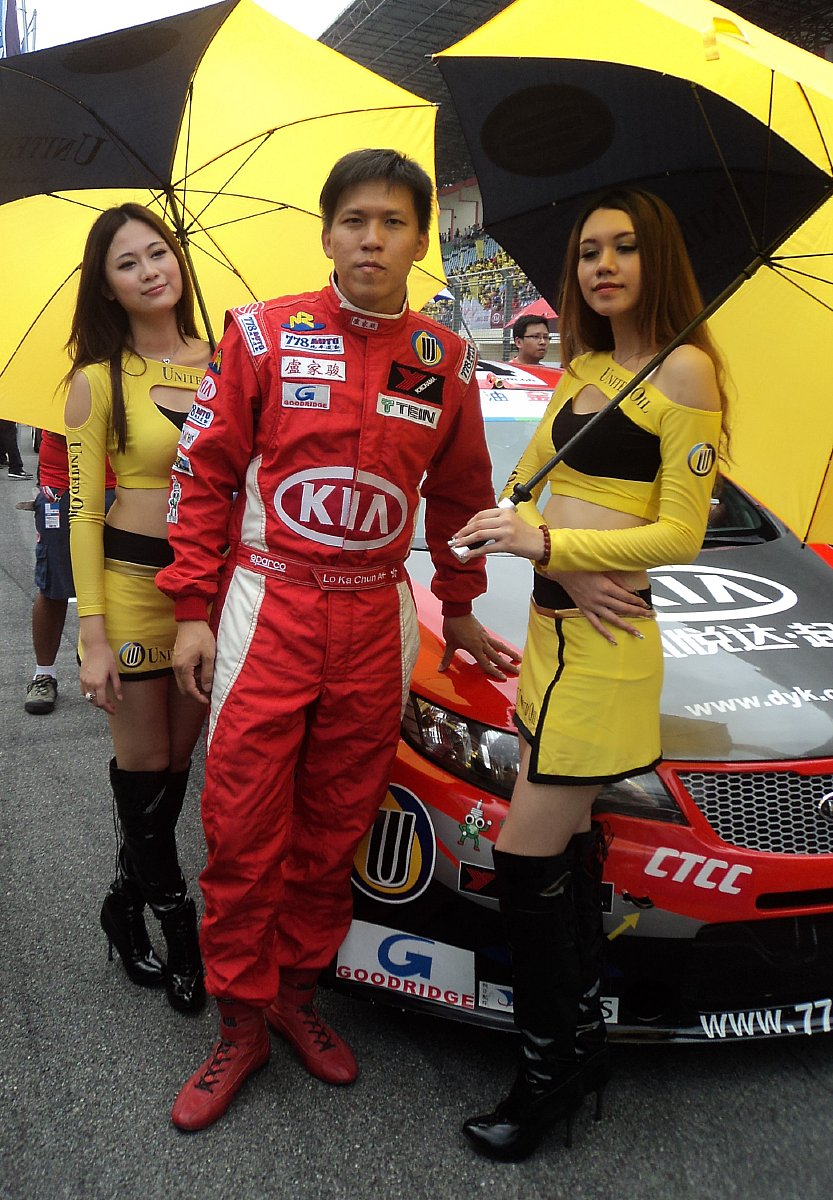
Lo Ka Chun sur le circuit de Zhuhai lors d'une épreuve de la saison 2012.

Le Championnat de Chine de Voitures de Tourisme ou CTCC (Chinese Touring Car Championship) est un championnat de sport automobile se déroulant en Chine. Entre 2004 et 2008, il s'appelait le Championnat de Chine des Circuits (China Circuit Championship).
La grille se compose de deux classes de voitures, de 1600 et de 2000 cm². En 2011, la classe 1600 cm² Turbo fait son apparition. En 2012, les classes 1600 et 2000 cm² sont remplacées par la classe Super Production et la 1600T par la classe Production. En 2014, la classe Super Production est de nouveau scindée en deux avec les classes Super Production 1.6T et Super Production 2.0T.
En 2012, le CTCC passe un accord avec le Championnat du Japon des voitures de tourisme afin d'avoir des épreuves communes. À terme, les promoteurs des deux compétitions envisagent la création d'un championnat d'Asie pour les voitures de classe Super 2000.
À l'origine, seulement des pilotes de nationalité chinoise participaient à ce championnat, mais on y retrouve par la suite des pilotes européens comme Alex Fontana, Robert Huff ou Adam Morgan.
Plusieurs constructeurs y sont engagés comme Ford, Citroën, Mercedes-Benz ou Kia.

## Résultats
| Saison | 2000cc                | 2000cc                   | 1600cc                   | 1600cc                   | 1600T      | 1600T                 |
| Saison | Pilote                | Ecurie                   | Pilote                   | Ecurie                   | Pilote     | Ecurie                |
| ------ | --------------------- | ------------------------ | ------------------------ | ------------------------ | ---------- | --------------------- |
| 2009   | Lu Gan                | Changan Ford Racing Team | Wang Shaofeng            | Kia 778 Racing Team      | X          | X                     |
| 2010   | Michael Ho            | Changan Ford Racing Team | Liu Yang                 | Beijing Hyundai          | X          | X                     |
| 2011   | Andy Yan              | Changan Ford Racing Team | Ma Qing-Hua              | Haima Family Racing      | Wang Rui   | Volkswagen 333 Racing |
| Saison | Super Production      | Super Production         | Super Production         | Super Production         | Production | Production            |
| Saison | Pilote                | Pilote                   | Ecurie                   | Ecurie                   | Pilote     | Ecurie                |
| 2012   | Han Han               | Han Han                  | Changan Ford Racing Team | Changan Ford Racing Team | Martin Xie | Haima Family Racing   |
| 2013   | Andy Yan              | Andy Yan                 | Changan Ford Racing Team | Changan Ford Racing Team | Xu Chen    | Haima Family Racing   |
| 2014   | Jiang Tengyi          | Jiang Tengyi             | Changan Ford Racing Team | Changan Ford Racing Team | Yue Cui    | Beijing Hyundai       |
| Saison | Super Production 1.6T | Super Production 1.6T    | Super Production 2.0T    | Super Production 2.0T    | Production | Production            |
| Saison | Pilote                | Ecurie                   | Pilote                   | Ecurie                   | Pilote     | Ecurie                |
| 2015   | Andy Yan              | Changan Ford Racing Team | Zhang Zhengdong          | Shanghai Volkswagen      | Xia Yu     | Beijing Hyundai       |
| 2016   |                       |                          |                          |                          |            |                       |
| 2017   |                       |                          |                          |                          |            |                       |
| 2018   |                       |                          | Alex Fontana             | Dongfeng Kia Racing      |            |                       |

## Circuits visités[3]
- Goldenport Park
- Guangdong
- Guizhou Junchi
- Jiangsu Wantrack
- Ningbo
- Shanghai
- Tianma
- Wuhan
- Yancheng
- Yeongam
- Zhuhai